# Ferme de Bigorre
La ferme de Bigorre est une ferme située en France sur la commune de Saint-Front, dans la région Auvergne-Rhône-Alpes.

## Localisation
La ferme est située dans le département français de la Haute-Loire, sur la commune de Saint-Front, dans l'ancienne région administrative d'Auvergne.

## Historique
Bigorre est l'un des rares hameaux à préserver un ensemble substantiel de chaumières. La ferme est représentative du modèle de la maison-bloc, caractérisée par une pièce d'habitation et une étable au premier niveau, ainsi qu'une grange à l'étage. Sa construction date probablement du XIXe siècle ou de la fin du XVIIIe siècle.

## Valorisation du patrimoine
Mise en place dans les années 1980, grâce à l'engagement passionné de l'histoire locale par Robert Cortial, l'écomusée a cessé son activité en 2022.

## Protection
La ferme, avec sa cour et son annexe en surplomb, est inscrite au titre des monuments historiques par arrêté du 31 décembre 1996.